# Гондишапур
Гондишапур је био интелектуални центар царства Сасанида и дом Академије Гундишапура, коју је основао сасанидски краљ Шапур I. Гундешапур је била учитељска болница и имала је библиотеку и центар за високо образовање. Идентификована је с великим рушевинама јужно од Шахабада, села 14 км југоисточно од Дезфула, до пута за Шуштар, у данашњој провинцији Хузестан, југозападно Ирану.
Данас није организовано археолошко место, а осим рушевина, препуно је остатака попут наломљене керамике.
Упркос слави, недавно су неки научници довели у питање укупну историјску важност Гондишапура, тачније постојање његове болнице.
Рудолф Штајнер, аустријски филозоф, просветни радник и оснивач антропозофије, истакао је улогу коју је Гондишапур (или Гундишапур) играо у светској историји.
Град је пропао након муслиманског освајања Персије, град се предао 638., али је и даље остао важан центар током муслиманског периода. Јакуб ибн ел Лаитх ел Сафар, оснивач династије Сафарида, учинио је Гондишапур резиденцијом три године пре своје изненадне смрти. Његова гробница постала је једно од најистакнутијих налазишта у граду.

## Име
Средњеперсијска реч Гондешапур (или Гундешапур) је искварен облик. Може бити од вандев Шапур, што значи „стечено од Шапура“,  или од Гунд-дез-и Шапур, што значи „војна тврђава Шапура“,  или од Вех-Андијок-Шапур, „Боље - од Антиохије од Шапура ".
На класичном Сиријском граду, град се звао ܒܝܬ ܠܦܛ Бет Лапат, ; на грчком Бендосабора; на арапском: جنديسابور Џундајсабур; и на новоперсијском: گندی‌شاپور.

## Успон Гондишапура
Гондишапур је био један од главних градова Хузестана који је био провинција Персијског царства. Гундешапур је као административни округ обухватао  суседне градове Сузу и Михриџанкадак, последњи је заправо био у другој провинцији.
Већина научника верује да је Шапур I, син Ардашира (Артакекес), основао град након пораза од римске војске коју је предводио цар Валеријан. Гондишапур је био гарнизонски град и смештао је многе римске ратне заробљенике. Шапур I Гондишапур га је претворио у свој главни град.
С њим је у главном граду живела Шапурова жена, ћерка цара Аурелија. Са собом је довела два грчка лекара који су се настанили у граду и предавали Хипократову медицину.
489. године византијски цар Зенон је затворио несторијански теолошки и научни центар у Едеси након чега је он пребачен у школу у Нисибису или Нисибину, тада под персијском влашћу са својим секуларним факултетима у Гондишапур-у, Хузестан. Овде су научници заједно са паганским филозофима, које је Јустинијан 529. године протерао из Атине, вршили важна истраживања из области медицине, астрономије и математике ".
У доба владавине сасанидског краља Хозроја I (531-579. ), Названог Анушираван "Бесмртним", а Грцима и Римљанима познат као Хосроес, Гондишапур је постао познат по медицини и ерудицији. Хозроје I је пружио уточиште разним грчким филозофима, несторијанским Асирцима који су бежали од верског прогона од стране Византијског царства.
Краљ је задужио избеглице да преводе грчке и сиријске текстове на Пахлави. Превели су различита дела о медицини, астрономији, астрологији, филозофији и корисним занатима.
Анушираван се такође окренуо према истоку и послао је познатог лекара Борзоуја да позове индијске и кинеске учењаке у Гондишапур. Ови посетиоци су преводили  индијске текстове о астрономији, астрологији, математици и медицини и кинеске текстове о биљној медицини и религији. Каже се да је Борзоује превео још увек популарну индијску Пантатантру са санскритског на персијски као Келиле вӕ Демне.
Многи Асирци су се настанили у Гондишапуру током Петог века. Асирци су углавном били лекари из Урфе који је за то време био дом водећег медицинског центра. Настава у Академији обављала се на сиријско језику све док град није освојен од стране муслиманске арапске војске, што је уништило град и места за учење.

## Гондишапур под муслиманском влашћу
Династија Сасанидa срушена је од стране муслиманске арапске војске 638. године н.е. Академија је преживела смену владара и истрајала неколико векова, пројектујући се као муслимански институт вишег учења. Калиф Ел Мамун је 832. године основао Баит ел Хикма, Кућу мудрости. Тамо су методе Гондишапура опонашане будући да је Дом мудрости био запослен дипломцима старије академије Гондишапура који су увелико изучавали индијску и неке грчке и иранске медицинске традиције. Верује се да је Кућа мудрости распуштена под Ел Мутавакил-ом, наследником Ел Мамуна који је то сматаро учењем сукобљеним са информацијама из Курана. Поред  тога, интелектуални центар Абасидског калифата преселио се у арапско упориште Багдад, будући да у садашњој литератури има мало референци о универзитетима или болницама у Гондишапуру.
Гондишапур је био главна веза између индијске и неке грчке медицине, због својих претходних пракси комбиновања медицинских традиција, па је транзиција од ранијих древних цивилизација до каснијих присвајања ислама била кохерентнија.
Последњи забележени управитељ болнице Гондишапур био је Сабур бин Сахл који је умро 869. Судбина болнице након тога није позната.

## Недавне академске сумње
Неки научници су изразили сумњу у постојање болнице у Гондишапуру тврдећи да не постоје познати персијски извори који су преживели и "који би поткрепили тврдње да је [Гондишапур] играо пресудну улогу у историји медицине". Претпоставља се да је медицински центар у Гондишапуру личио на школу из Нисибиса. Оно што је вероватније јесте да је постојала богословија, попут оне у Нисибису, где су се читали медицински текстови, и амбуланте, где се практиковала медицина.
Поред тога, репутација Гондишапура можда је повезана са оном у Сузи, граду западно од Гондишапура и са којим је Гондисахур био административно повезан. Ат Талиби, научник који је имао приступ сасанидским краљевским записима, расправљајући о предисламској Персији, написао је:
Тако је народ Сус [Суза] постао највештији у медицини народа Ахваза и Фарс-а због свог учења стеченог од стране индијског лекара [кога га је у Сузу довео Шахпур I] и од грчких затвореника који су живели близу њих ; тада се [медицинско знање] преносило са генерације у генерацију.
С друге стране, исти извор могао би бити још једна потврда медицинске репутације Гондишапура, јер се под Сузом може представљати читав локални регион који укључује Гондишапур (пошто су административно повезани). Ово намеће чињеница да су Ахваз и Фарс, споменути у цитату ради поређење са Сузом, такође региони, што је показатељ да се региони упоређују.

## Даље читање
- Elgood, Cyril (1951). A Medical History of Persia. Cambridge: Cambridge University Press.
- Hau, Friedrun R. (1979). „Gondeschapur: eine Medizinschule aus dem 6. Jahrhundert n. Chr”. Gesnerus. XXXVI: 98—115.
- Piyrnia, Mansoureh. Salar Zanana Iran. Maryland: Mehran Iran Publishing, 1995.

## Белешке
1. ↑  Dols (1987)
2. ↑  „Anthroposophical Leading Thoughts: The Apparent Extinction of Spirit-Knowledge in Modern Times”. wn.rsarchive.org. Приступљено 2016-07-30.
3. ↑  „Academy of Gondishapur, The - SCHOEFFLER, HERBERT”. www.rudolfsteinerbookcentre.com.au. Приступљено 2016-07-30.
4. ↑  Sease, Virginia; Schmidt-Brabant, Manfred (2003-01-01). Paths of the Christian Mysteries: From Compostela to the New World (на језику: енглески). Temple Lodge Publishing. ISBN 9781902636436.
5. ↑  „Aspects of the Occult Significance of the Year 1998 | threeman.org”. threeman.org. Приступљено 2016-07-30.
6. 1 2  Alireza Shapour Shahbazi, Lutz Richter-Bernburg. GONDĒŠĀPUR. Encyclopaedia Iranica.
7. ↑  "Gondēshāpūr" in Encyclopaedia of Islam
8. ↑  "GONDĒŠĀPUR" in Encyclopædia Iranica
9. ↑  Potts, D. T. (1999). The Archaeology of Elam: Formation and Transformation of an Ancient Iranian State (на језику: енглески). Cambridge University Press. стр. 421. ISBN 9780521564960.
10. ↑  Thomas A. Carlson et al., “Beth Lapaṭ — ܒܝܬ ܠܦܛ ” in The Syriac Gazetteer last modified January 14, 2014, http://syriaca.org/place/35.
11. ↑  Frye (1975a), стр. 10–11
12. ↑  University of Tehran Overview/Historical Events Архивирано 2011-02-03 на сајту
13. ↑  Hill (1993), стр. 4
14. ↑  „Archived copy” (PDF). Архивирано из оригинала (PDF) 2008-10-02. г. Приступљено 2008-08-28.
15. ↑  Frye (1975b), стр. 397
16. ↑  Frye (1975b), стр. 388–389
17. ↑  Dols (1987), стр. 369
18. ↑  Dols (1987), стр. 377
19. ↑  Dols (1987), стр. 378